# Mauremys japonica
Mauremys japonica är en sköldpaddsart som beskrevs av Temminck och Schlegel 1835. Mauremys japonica ingår i släktet Mauremys och familjen Geoemydidae. IUCN kategoriserar arten globalt som nära hotad. Inga underarter finns listade i Catalogue of Life.
Arten förekommer i södra Japan på öarna Honshu, Kyushu och Shikoku.